# Гуляйпільський краєзнавчий музей
Гуляйпíльський краєзна́вчий музе́й — районний краєзнавчий музей у місті Гуляйполе Запорізької області, зібрання матеріалів і предметів з етнографії та історії краю, зокрема Махновщини.   

## Загальна інформація
Музей розташований у центрі міста за адресою: вул. Соборна, буд. 75, м. Гуляйполе — 70200 (Запорізька область), Україна.  
Гуляйпільський краєзнавчий музей заснований 11 грудня 1960 року. Будівля музею споруджена у 1901 році як приміщення банку «Товариство взаємного кредиту».
У роки Другої Світової війни тут знаходилася церква. У повоєнні часи — районний будинок культури, з 1989 року — будівля музею.
У грудні 2022 року фасади та дах музею були пошкоджені російським обстрілом. Ще до того було пошкоджено садибу родини Крігер (1892), в якій планується відкрити філіал музею.

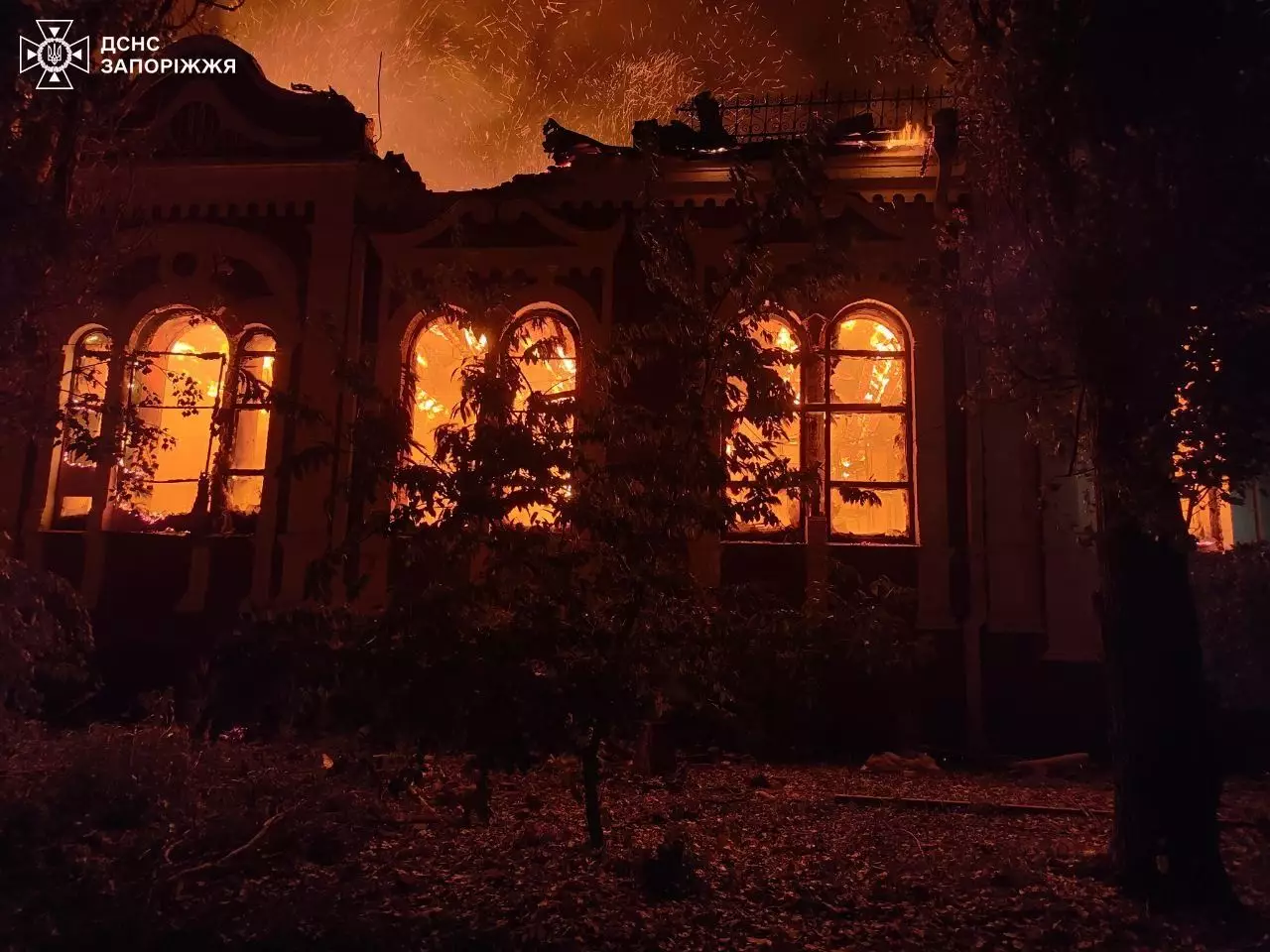
Вигоріла будівля музею, 24 серпня 2024

У ніч на 24 серпня 2024 року будівля музею вигоріла вщент від влучання російського снаряду. Експонати на той час були евакуйовані до Запорізького краєзнавчого музею. До цього в будівлю Гуляйпільського музею було ще три влучання.
Музей гостинно приймав гостей з різних куточків землі. Щороку музей відвідували представники Німеччини, Польщі, Італії, Канади, Америки, Франції. Особливо дружні стосунки складалися з представниками Франції, бо саме там покоїться прах Нестора Махно.

## Експозиція
Експозиція музею становить 9 розділів, а фонди — 18 тисяч експонатів:
1. археологія;
2. доба запорізького козацтва;
3. побут селянської та міщанської оселі;
4. ремесла Гуляйпільського краю;
5. період громадянської війни 1918–1920 рр. — найбільша і найповніша експозиція закладу;
6. Голодомор 1930-х років;
7. Друга світова війна;
8. «Сучасність»;
9. Письменники рідного краю — Гуляйпілля є батьківщиною 14 членів спілки письменників України; це зокрема М. Тардов — письменник-фронтовик, Л. Юхвід (автор книги «Весілля в Малинівці»); письменники-сучасники Г. Лютий (Голова Запорізької обласної організації Національної спілки письменників України), В. Віденко (автор популярної пісні «На долині туман»), поетеса Л. Геньба (директор музею) та багато інших[2].

Експозиція періоду Громадянської війни найбільше висвітлює революційний шлях ватажка повстанського руху на півдні України (1918–1921 рр.) — Нестора Махна. Все недовге життя цієї людини було присвячене служінню ідеї — побудові щасливого, заможного суспільства, без пригноблення морального і фізичного, без панів і начальників.
Сам він створив і очолив у 1917 році у Гуляйполі перші органи народовладдя (спочатку — Селянський союз, а пізніше — Раду робітничих і селянських депутатів), провів земельну реформу. Все життя Нестора Івановича Махна гідно його девізу: «Жити і вільно померти у бою». Так він і пішов у вічність, лишивши нам своє ім'я і чорний прапор волі.

## Галерея (серпень 2006 року)

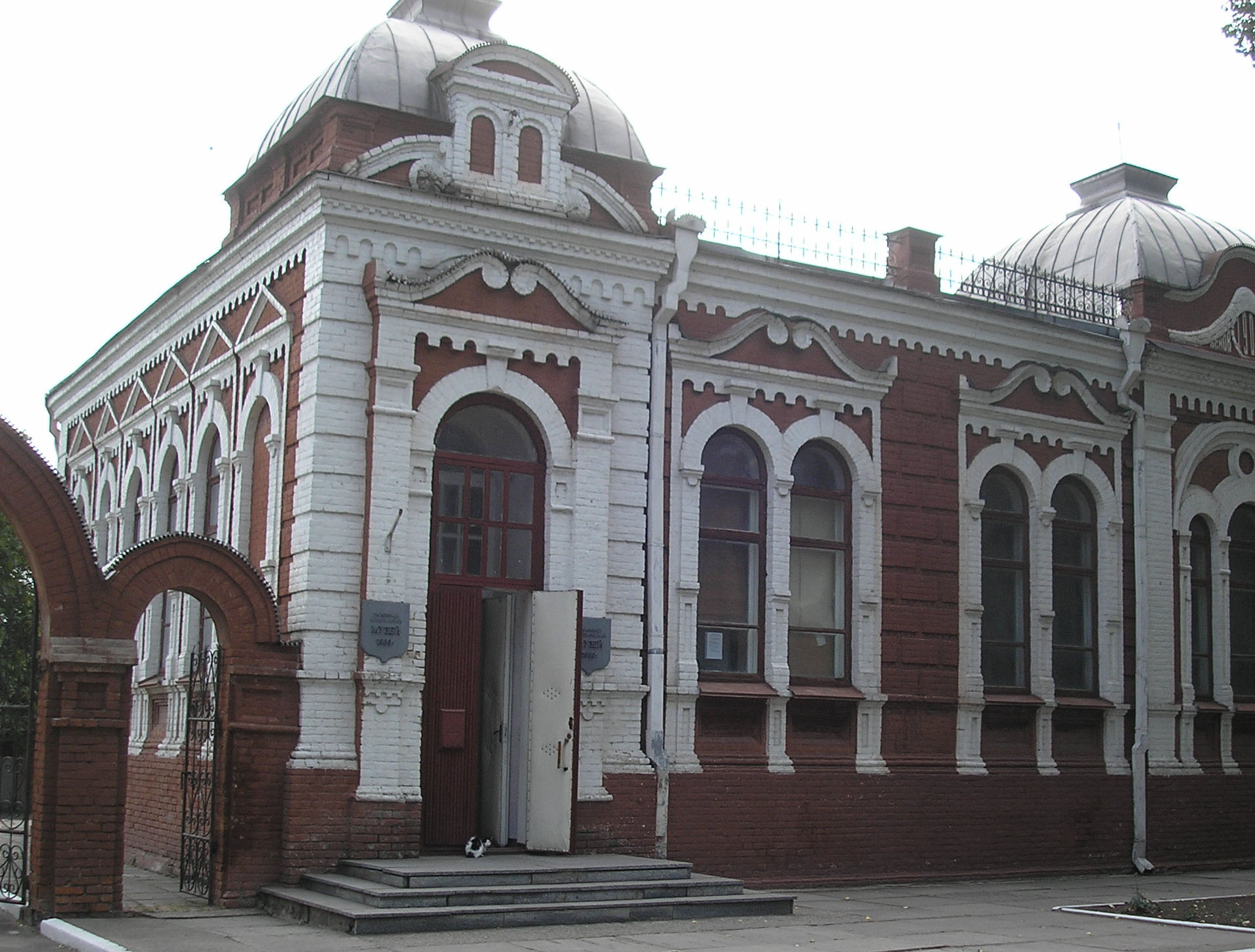
Вхід до музею
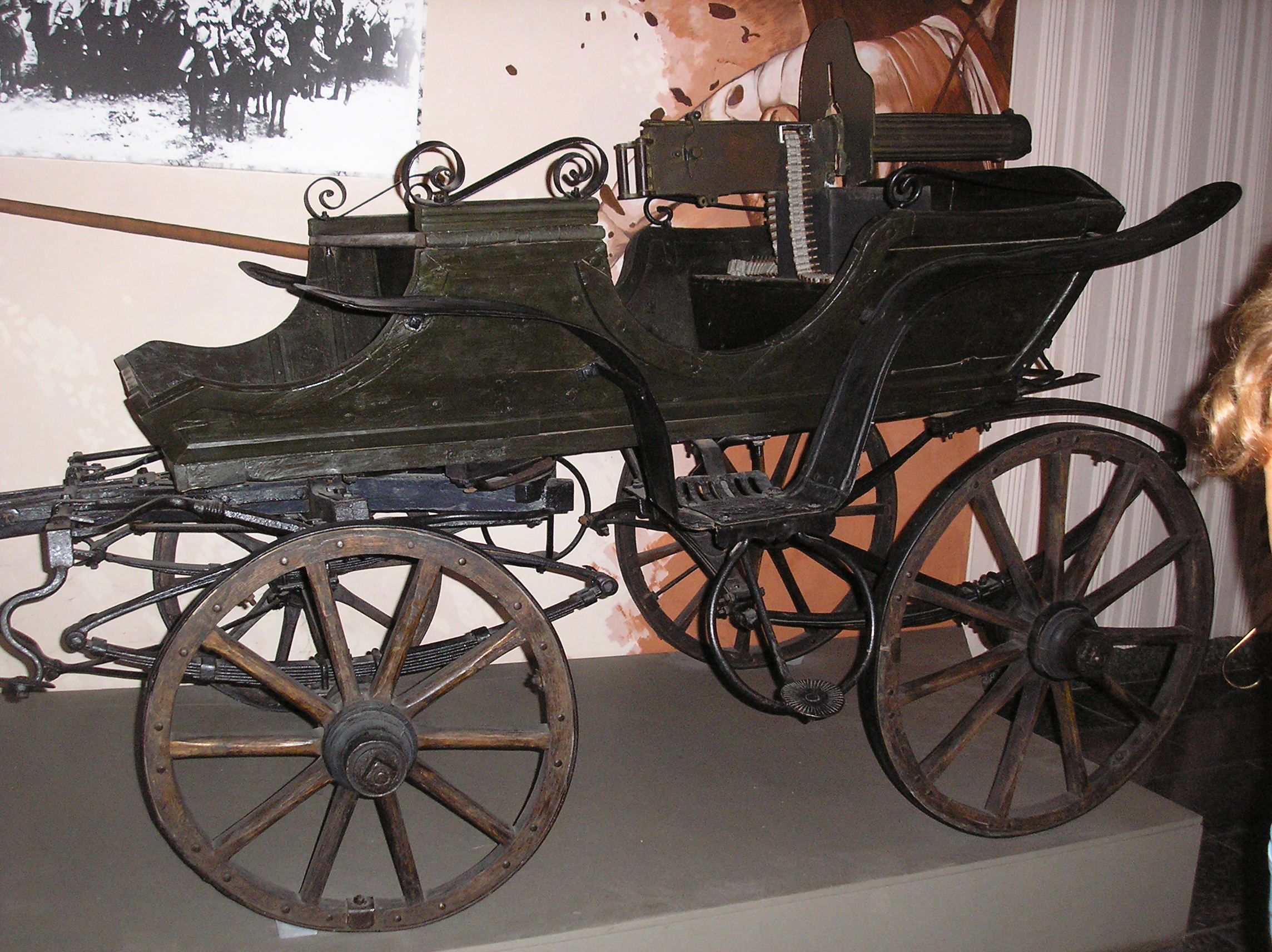
Тачанка 1920-х рр. — один з музейних експонатів
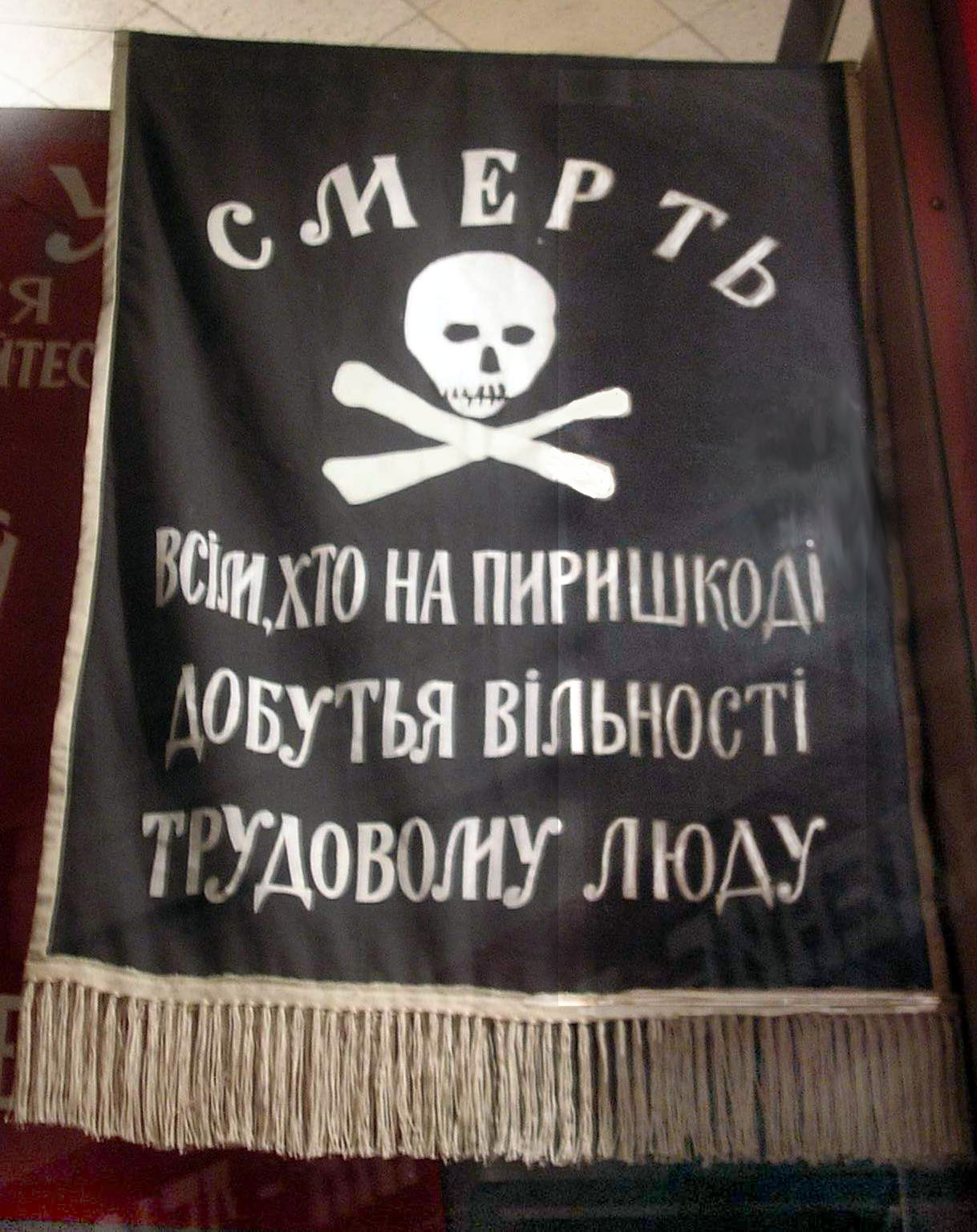
Махнівський анархістський прапор (експонат)

## Виноски
1. 1 2  Про музей. Гуляйпільський краєзнавчий музей.
2. 1 2  Гуляйполе – столиця степів. Запорізький обласний туристично-інформаційний центр. Архів оригіналу за 15 листопада 2009.
3. ↑  У Гуляйполі внаслідок ворожого обстрілу пошкоджена історична будівля музею, – ФОТО. Перший Запорiзький. 24 грудня 2022. Архів оригіналу за 24 грудня 2022.
4. ↑  Вщент зруйнована школа, пошкоджені оселі та історична будівля – такі наслідки чергового акту «демілітаризації» рф задокументували поліцейські. Головне управління Національної поліції в Запорізькій області. 24 грудня 2022.
5. ↑  Krieger Manor / Садиба Крігера. Міністерство культури та інформаційної політики України. Архів оригіналу за 28 серпня 2022. Процитовано 28 серпня 2022.
6. ↑  У Гуляйполі росіяни обстрілами зруйнували старовинну садибу. Индустриальное Запорожье. 15 червня 2022. Архів оригіналу за 16 червня 2022.
7. ↑  В Гуляйполе в результате обстрела сгорел краеведческий музей. Радио Свобода. 24 серпня 2024. Архів оригіналу за 24 серпня 2024.
8. ↑  Росіяни знищили краєзнавчий музей у Гуляйполі. Inform.zp.ua. 24 серпня 2024. Архів оригіналу за 24 серпня 2024.